# Tournefortia
Tournefortia is een geslacht uit de ruwbladigenfamilie (Boraginaceae). De soorten komen voor in de tropische delen van het Amerikaanse continent, in Oost-Afrika, op Madagaskar, in Zuidoost-Europa, in delen van Centraal-Azië, in Zuid-Azië, Zuidoost-Azië, Oost-Azië en in het Pacifisch gebied.

## Soorten
- Tournefortia albifolia J.S.Mill.
- Tournefortia belizensis Lundell
- Tournefortia bojeri A.DC.
- Tournefortia brantii J.S.Mill.
- Tournefortia brevilobata K.Krause
- Tournefortia buchtienii Killip
- Tournefortia caeciliana Loes.
- Tournefortia calycina Benth.
- Tournefortia candida (M.Martens & Galeotti) Walp.
- Tournefortia canescens Kunth
- Tournefortia capitata M.Martens & Galeotti
- Tournefortia caracasana Kunth
- Tournefortia chinchensis Killip
- Tournefortia chrysantha (M.Martens & Galeotti) Walp.
- Tournefortia conocarpa Urb.
- Tournefortia cordifolia André
- Tournefortia coriacea Vaupel
- Tournefortia curvilimba Killip
- Tournefortia delicatula J.S.Mill.
- Tournefortia densiflora M.Martens & Galeotti
- Tournefortia dracophylla K.Schum. & Lauterb.
- Tournefortia elongata D.N.Gibson
- Tournefortia fruticosa Ortega
- Tournefortia fuliginosa Kunth
- Tournefortia gigantifolia Killip ex J.S.Mill.
- Tournefortia gnaphalodes (L.) R.Br. ex Roem. & Schult.
- Tournefortia gracilipes I.M.Johnst.
- Tournefortia hartwegiana Steud.
- Tournefortia hernandesii Dunal ex A.DC.
- Tournefortia heyneana Wall. ex G.Don
- Tournefortia hispida Kunth
- Tournefortia hookeri C.B.Clarke
- Tournefortia intonsa Kerr
- Tournefortia isabellina J.S.Mill.
- Tournefortia johnstonii Standl.
- Tournefortia khasiana C.B.Clarke
- Tournefortia killipii Nowicke
- Tournefortia kirkii (I.M.Johnst.) J.S.Mill.
- Tournefortia latisepala Nowicke
- Tournefortia longifolia Ruiz & Pav.
- Tournefortia longiloba D.N.Gibson
- Tournefortia longipedicellata J.S.Mill.
- Tournefortia longispica J.S.Mill.
- Tournefortia macrostachya Rusby
- Tournefortia mapirensis Lingelsh.
- Tournefortia mexicana Vatke
- Tournefortia microcalyx (Ruiz & Pav.) I.M.Johnst.
- Tournefortia montana Lour.
- Tournefortia multiflora J.S.Mill.
- Tournefortia mutabilis Vent.
- Tournefortia obtusiflora Benth.
- Tournefortia ovalifolia Rusby
- Tournefortia ovata Wall. ex G.Don
- Tournefortia pauciflora Killip ex Nowicke
- Tournefortia pedicellata D.L.Nash
- Tournefortia polystachya Ruiz & Pav.
- Tournefortia puberula Baker
- Tournefortia pubescens Hook.f.
- Tournefortia ramonensis Standl.
- Tournefortia ramosissima K.Krause
- Tournefortia restrepoae J.S.Mill.
- Tournefortia rollottii Killip
- Tournefortia romeroi I.M.Johnst.
- Tournefortia rufosericea Hook.f.
- Tournefortia scabrida Kunth
- Tournefortia schiedeana G.Don
- Tournefortia setacea Killip
- Tournefortia sibirica L.
- Tournefortia stenosepala K.Krause
- Tournefortia subsessilis Cham.
- Tournefortia subspicata Donn.Sm.
- Tournefortia subtropica (C.B.Clarke) S.P.Banerjee
- Tournefortia tacarcunensis A.H.Gentry & Nowicke
- Tournefortia tarmensis (K.Krause) J.F.Macbr.
- Tournefortia ternifolia Kunth
- Tournefortia trichocalycina A.DC.
- Tournefortia umbellata Kunth
- Tournefortia undulata Ruiz & Pav.
- Tournefortia urceolata J.S.Mill.
- Tournefortia usambarensis (Verdc.) Verdc.
- Tournefortia vasquezii J.S.Mill.
- Tournefortia vestita Killip
- Tournefortia villosa Salzm. ex A.DC.
- Tournefortia virgata Ruiz & Pav.
- Tournefortia walkerae C.B.Clarke
- Tournefortia wightii C.B.Clarke

... · 
Alkanna · 
Amsinckia · 
Anchusa (Ossentong) · 
Asperugo · 
Borago · 
Brunnera · 
Cordia · 
Cynoglossum (Hondstong) · 
Echium · 
Heliotropium (Heliotroop) · 
Lappula · 
Lithospermum (Parelzaad) · 
Myosotidium · 
Myosotis (Vergeet-mij-nietje) · 
Nonea · 
Omphalodes · 
Pentaglottis · 
Phacelia · 
Pulmonaria (Longkruid) · 
Symphytum (Smeerwortel) · 
...